# فریاد عشق، در مرکز جهان
فریاد عشق، در مرکز جهان (انگلیسی: Crying Out Love in the Center of the World) یک فیلم درام ژاپنی به کارگردانی ایسائو یوکیسادا است.